# Петропавлівський провулок (Київ)
Петропа́влівський прову́лок — провулок у Подільському районі міста Києва, місцевість Куренівка. Пролягає від Петропавлівської вулиці (двічі, утворюючи півколо).

## Історія
Виник у 1-й чверті XX століття під такою ж назвою (хоча можна говорити, що початок історії провулку сягає ще 80-х років XIX століття, коли по трасі майбутнього провулку пролягав шлях на Сирець). Офіційно ліквідований у 1980-х роках, однак продовжував існувати і надалі, формально у складі Петропавлівської вулиці. З початку 2000-х років знову поновлений на картосхемах.